# Vents chauds
Pour plus de détails, voir Fiche technique et Distribution.
Vents chauds (गरम हवा, Garm Hava) est un film indien réalisé par M. S. Sathyu, sorti en 1974.

## Synopsis
Après la partition des Indes, un homme d'affaires musulman a du mal à faire valoir ses droits.

## Fiche technique
- Titre : Vents chauds
- Titre original : गरम हवा (Garm Hava)
- Réalisation : M. S. Sathyu
- Scénario : Kaifi Azmi, Shama Zaidi et Kaifi Azmi (dialogues) d'après une nouvelle de Ismat Chughtai
- Musique : Aziz Ahmed, Ustad Bahadur Khan et Aziz Ahmed Khan Warsi
- Photographie : Ishan Arya
- Montage : S. Chakravarty
- Production : Ishan Arya, M. S. Sathyu et Abu Siwani
- Société de production : Film Finance Corporation et Unit 3 mm
- Pays :  Inde
- Genre : Drame
- Durée : 146 minutes
- Dates de sortie : 
  -  France : 1974 (Festival de Cannes)

## Distribution
- Balraj Sahni : Salim Mirza
- A. K. Hangal
- Gita Siddharth : Amina
- Jamal Hashmi : Kazim
- Yunus Parvez : Fakruddin
- Jalal Agha : Shamshad
- Shaukat Azmi
- Vikas Anand
- Farooq Shaikh : Sikandar
- Rajendra Raghuvanshi
- Abu Siwani
- C. M. Nagar
- Shanta Agarwal
- Ramma Bans
- Rajan Verma
- Shama Zaidi
- Dinanath Zutshi : Halim
- Shyam Arora
- B.P. Saxena
- Kimti Anand
- Rais Mirza
- Mohini Mathur
- Kalpana Sahni
- Begum Badar
- Jitendra Raghuvanshi
- Shailendra Raghuvanshi
- Daljit Singh
- Dinesh Sanyasi
- Javed Ellahi
- Chand
- Ashfaq Ellahi
- R.S. Lal Mathur
- Dev Anand
- Gita Sen

## Distinctions
Le film a été présenté en sélection officielle en compétition au Festival de Cannes 1974.